# 高建斗
高建斗（1902年—1931年），湖北黄安（今红安）七里区高家畈人。中国共产党党员，中国共产党团级指挥官。
1902年八月七日出生。1925年考入黄埔军校第四期。1926年加入中国共产党。1925年，考入黄埔军校第四期。1927年被派遣回黄安从事农民运动。同年，任七里区农民自卫队大队长。1927年秋，参加“黄麻起义”。1929年，参加中国工农红军。同年任红十一军三十一师一支队参谋长。1930年历任红一军一师一团参谋长、团长，红四军第十师二十八团团长、三十团团长等职。参加了鄂豫边区三次反“会剿”和鄂豫皖根据地三次反“围剿”斗争。1931年秋，因张国焘发动的白雀园肃反运动在斑竹园被逮捕，于河南光山白雀园被错杀。
中华人民共和国成立后，被追认为革命烈士。